# Битва под Пяткой
Би́тва под Пя́ткой — сражение у местечка Пятка в окрестностях Чуднова между войсками русских князей Острожских с одной стороны и казаками Криштофа Косинского с другой. Завершился победой Острожских. Самый большой бой в ходе восстания Косинского.

## Ход битвы
Сражение продолжалось целую неделю с 23 по 30 января. Несмотря на отчаянное сопротивление княжеским силам, повстанцы потерпели поражение. В бою особенно отличились войска князя Януша Острожского и черкасского старосты князя Александра Вишнeвецкогo. Войско Запорожское капитулировало. В российской и советских исторографиях бой под Пяткой традиционно преподается как битва между православными казаками и католической шляхтой (поляками).